# أبو كريم
قرية أبو كريم هي إحدى القرى التابعة لمركز ديروط في محافظة أسيوط في جمهورية مصر العربية. حسب إحصاءات سنة 2006، بلغ إجمالي السكان في أبو كريم 20068 نسمة، منهم 10120 رجل و9948 امرأة.